# Idiodes unilinea
Idiodes unilinea là một loài bướm đêm trong họ Geometridae.